# L'Enfant et le Peau-rouge
Pour plus de détails, voir Fiche technique et Distribution.
L'Enfant et le Peau-rouge (The Redman and the Child) est un film muet américain réalisé par D. W. Griffith, dont c'est la deuxième réalisation, et sorti en 1908.

## Synopsis
Un Sioux part à la poursuite des hommes qui lui ont volé l'or qu'il vient de trouver.

## Fiche technique
- Titre : L'Enfant et le Peau-rouge
- Titre original : The Redman and the Child
- Réalisation : D. W. Griffith
- Scénario : D. W. Griffith, d'après la nouvelle éponyme[2] de Bret Harte
- Photographie : Arthur Marvin et G. W. Bitzer[3]
- Société de production et de distribution : American Mutoscope and Biograph Company
- Pays de production :  États-Unis
- Format[4] : Noir et blanc - Muet - 1,33:1 ou 1,37:1[5] - 35 mm[5],[6]
- Longueur de pellicule : 713[5] ou 857 pieds (261,21 mètres[6])
- Durée : 14 minutes[4]
- Genre : Western[5]
- Dates de sortie : 
  - États-Unis : 28 juillet 1908

## Distribution
Les noms des personnages proviennent de l'Internet Movie Database.
- Charles Inslee : le Sioux
- John Tansey : l'enfant
- Harry Solter : un méchant
- Linda Arvidson : la femme
- George Gebhardt : un méchant[3],[5]

## Production
- Les scènes du film ont été tournées les 30 juin et 3 juillet 1908 à Galilee[7] et à Little Falls[1], près de la rivière Paissaic dans le New Jersey.